# Eurya pluriflora
Eurya pluriflora är en tvåhjärtbladig växtart som beskrevs av Clarence Emmeren Kobuski. Eurya pluriflora ingår i släktet Eurya och familjen Pentaphylacaceae. Inga underarter finns listade i Catalogue of Life.